# Daimjo
Daimjo (大名, daimjō) so bili močni japonski magnati, fevdalni gospodje, ki so od 10. stoletja do zgodnjega obdobja Meidži v sredini 19. stoletja vladali večini Japonske s svojih ogromnih, dednih zemljiških posesti. Bili so podrejeni šogunu, nominalno pa cesarju in kugeju. V izrazu dai (大) pomeni »velik«, myō oziroma myōden (名田), pomeni »zasebna zemlja«.
Od šuga v obdobju Muromači prek Sengokuja do daimjo v obdobju Edo je imel položaj dolgo in raznoliko zgodovino. Tudi ozadje daimjo se je precej razlikovalo; medtem ko so bili nekateri klani daimjo, predvsem Mōri, Šimazu in Hosokava, kadetske veje cesarske družine ali so izhajali iz kugejev, so bili drugi daimjo povišani iz vrst samurajev, predvsem v obdobju Edo.
Daimjo so pogosto najemali samuraje za varovanje njihove zemlje, plačevali pa so jim v zemlji ali hrani, saj si je sorazmerno malo ljudi lahko privoščilo plačilo samurajem v denarju. Obdobje daimjo se je končalo kmalu po obnovi Meidži s sprejetjem sistema prefektur leta 1871.

## Šugo-daimjo
Šugo-daimjo (守護大名) je bila prva skupina moških z nazivom daimjo. Nastali so kot šugo (守護), običajno prevedeno kot »(vojaški) guverner«, »zaščitnik« ali »postojnik«, v obdobju Muromači (približno 1336 – 1573). Šugo-daimjo ni imel samo vojaških in policijskih pooblastil, ampak tudi gospodarsko moč znotraj province. Te moči so kopičili v prvih desetletjih obdobja Muromači.
Glavni šugo-daimjo so izhajali iz klanov Šiba, Hatakejama in Hosokava, pa tudi iz klanov tozama (外様大名, »zunanji daimjo«) Jamana, Ōuči, Takeda in Akamacu. Največji je vladal več provincam.
Šogunat Ašikaga je zahteval, da šugo-daimjo prebivajo v Kjotu, zato so imenovali sorodnike ali spremljevalce, imenovane šugodai, da jih zastopajo v njihovih domačih provincah. Sčasoma so se nekateri od teh preselili v Kjoto in imenovali namestnike v provincah.
Oninska vojna je bila velika vstaja, v kateri so se šugo-daimjo borili med seboj. Med to in drugimi vojnami tistega časa je prišlo do kuni ikki ali provincialnih uporov, ko so si lokalno močni bojevniki prizadevali za neodvisnost od šugo-daimjo. Poslanci šugo-daimjo, ki so živeli v provincah, so izkoristili priložnost in okrepili svoj položaj. Ob koncu 15. stoletja so tisti šugo-daimjo, ki so uspeli, so ostali na oblasti. Tisti, ki jim ni uspelo izvajati nadzora nad svojimi namestniki, so padli z oblasti in jih je nadomestil nov razred, sengoku-daimjo, ki je nastal iz vrst šugodai in džizamurai (地侍 - gospodarji manjših podeželskih posesti).

## Sengoku-daimjo
Med sengoku daimjo (戦国大名) je bilo veliko tistih, ki so bili shugo-daimjo, kot so Satake, Imagava, Takeda, Toki, Rokaku, Ōuči in Šimazu. Novi v vrstah daimjo so bili Asakura, Amago, Nagao, Mijoši, Čōsokabe, Hatano in Oda. Ti so prihajali iz vrst šugodajev in njihovih namestnikov. Dodatni sengoku-daimjo, kot so Mōri, Tamura in Rjūzōji, so nastali iz džizamurai. Nižji uradniki šogunata in rōnin (pozni Hōdžō, Saitō), provincialni uradniki (Kitabatake) in kuge (Tosa Ičidžō) so prav tako postali sengoku-daimjo.

## Obdobje Edo
Bitka pri Sekigahari leta 1600 je zaznamovala začetek obdobja Edo. Šōgun Tokugava Iejasu je reorganiziral približno 200 daimjojev in njihova ozemlja v han, ki so bili ocenjeni s proizvodnjo riža. Tisti, ki so vodili han, ocenjen na 10.000 kokujev (50.000 bušelov) ali več, so veljali za daimjo. Iejasu jih je tudi kategoriziral glede na njihov odnos do vladajoče družine Tokugava: šinpan so bili povezani s Tokugavami; fudai so bili vazali Tokugave ali zavezniki v bitki; in tozama se pred bitko ni povezal s Tokugavo (ni se nujno boril proti Tokugavi).
Šinpan so bili Iejasujevi sorodniki, kot je Macudaira ali Iejasujevi potomci, razen v glavni nasledstveni liniji. Več šinpanov, vključno s Tokugavo iz klana Ovari (Nagoja), Kii (Vakajama) in Mito, kot tudi Macudaira iz Fukuija in Aizuja, je imelo velik han.
Nekaj fudai daimjo, kot je Ii iz Hikoneja, je imelo velik han, mnogi pa so bili majhni. Šogunat je postavil veliko fudaijev na strateške lokacije, da so varovali trgovske poti in pristope k Edu. Mnogi so zavzeli položaje v šogunatu Edo, nekateri so se povzpeli na položaj rōdžū. Dejstvo, da je fudai daimjo lahko zasedal vladne položaje, medtem ko tozama na splošno ne, je bila glavna razlika med obema.
Tozama daimjo je imel večinoma velike fevde daleč stran od prestolnice, z npr. han Kaga iz prefekture Išikava, ki ga je vodil klan Maeda, ocenjen na 1.000.000 kokujev. Drugi znani klani tozama so bili Mori iz Čōšū, Šimazu iz Sacuma, Date iz Sendai, Uesugi iz Jonezava in Hačisuka iz Ava. Sprva jih je Tokugava smatral za potencialno uporniške, toda večino obdobja Edo so poroke med Tokugavami in tozamo ter politike nadzora, kot je sankin-kōtai, povzročile miroljubne odnose.
Daimjo so morali vzdrževati bivališča v Edu in svojih fevdih ter se občasno seliti med Edom in njihovimi fevdi, pri čemer so običajno preživljali izmenično leto v vsakem kraju, v praksi, imenovani sankin-kōtai.

## Po obnovi Meidži
Leta 1869, leto po obnovi Meidži, so daimjo skupaj s kugeji oblikovali novo aristokracijo, kazoku. Leta 1871 so han ukinili in ustanovili prefekture. V tem letu je približno 200 daimjojev vrnilo svoje naslove cesarju, ki je njihov han združil v 75 prefektur. Njihove vojaške sile so bile prav tako demobilizirane, daimjo in njihovi privrženci samuraji pa so bili upokojeni. Ukrep za odpravo fevdalnih domen je dejansko končal obdobje daimjo na Japonskem. To je bilo učinkovito izvedeno s finančnim zlomom vlad fevdalne domene, kar je oviralo njihovo sposobnost za odpor.
Po spremembah so številni daimjoji obdržali nadzor nad svojimi deželami in bili imenovani za guvernerje prefektur; vendar so bili kmalu oproščeni te dolžnosti in so jih množično poklicali v Tokio, s čimer so odrezali vsako neodvisno bazo moči, iz katere bi se lahko uprli. Kljub temu so člani nekdanjih družin daimjo ostali vidni v vladi in družbi, v nekaterih primerih pa ostajajo vidni še danes. Na primer, Morihiro Hosokava, nekdanji japonski premier, je potomec daimjoja iz Kumamota.